# Ромбин, Хиллеви
Хиллеви Ромбин Шайн (швед. Hillevi Rombin; 14 сентября 1933, Alfta — 19 июня 1996, Лос-Анджелес, Калифорния) — победительница конкурса красоты «Мисс Швеция» и четвёртая «Мисс Вселенная», завоевавшая титул в 1955 году.

## Биография
Она родилась в городе Уппсала и была спортсменкой, прежде чем принять участие в конкурсе. Хиллеви занималась гимнастикой и горными лыжами. После победы в конкурсе она покинула Швецию и переехала в Голливуд, чтобы выполнить условия её действующего контракта с кинокомпанией Universal Pictures, являвшегося частью призового пакета, полученного после победы в конкурсе «Мисс Вселенная». Она изучала актёрское мастерство вместе с Джоном Гэвином, Клинтом Иствудом и Барбарой Иден, а затем снялась в паре фильмов, в небольших ролях с минимумом текста, что дало ей немного опыта в кино. В картине 1956 года «История Бенни Гудмана» ей досталась роль девушки, просившей автограф, а также эпизод в ленте «Стамбул» (1957), в котором она исполнила роль стюардессы ближе к концу. Обе роли были незначительными, хотя и упоминались в титрах. Прежде чем её кинокарьера начала развиваться, Ромбин вышла замуж и оставила кинематограф.
В течение года, когда она исполняла обязанности победительницы Мисс Вселенная, она совершила поездку по США, познакомилась со своим будущим мужем Джерардом Дэвидом Шайном, семья которого занималась гостиничным бизнесом, и позднее он сам занимался кино и музыкой. Ромбин завершила свою актёрскую карьеру, чтобы сосредоточиться на семейной жизни. После свадьбы в 1957 году у них родилось шесть детей, и их брак длился почти 40 лет до самой смерти обоих в 1996 году.
Она, её муж и один из их сыновей погибли в авиакатастрофе в 1996 году в результате отказа двигателя сразу после взлёта. Ей было 62 года, и она была первой из победительниц Мисс Вселенная, которая осталась в памяти людей. Она, её муж и их сын похоронены вместе на кладбище Вествуд Виллидж Мемориал Парк.